# Portada/efemèride agost 13
Carles Capdevila
« 12 d'agost · 13 d'agost · 14 d'agost »